# Stary Cieszyn (Cieszynisko)

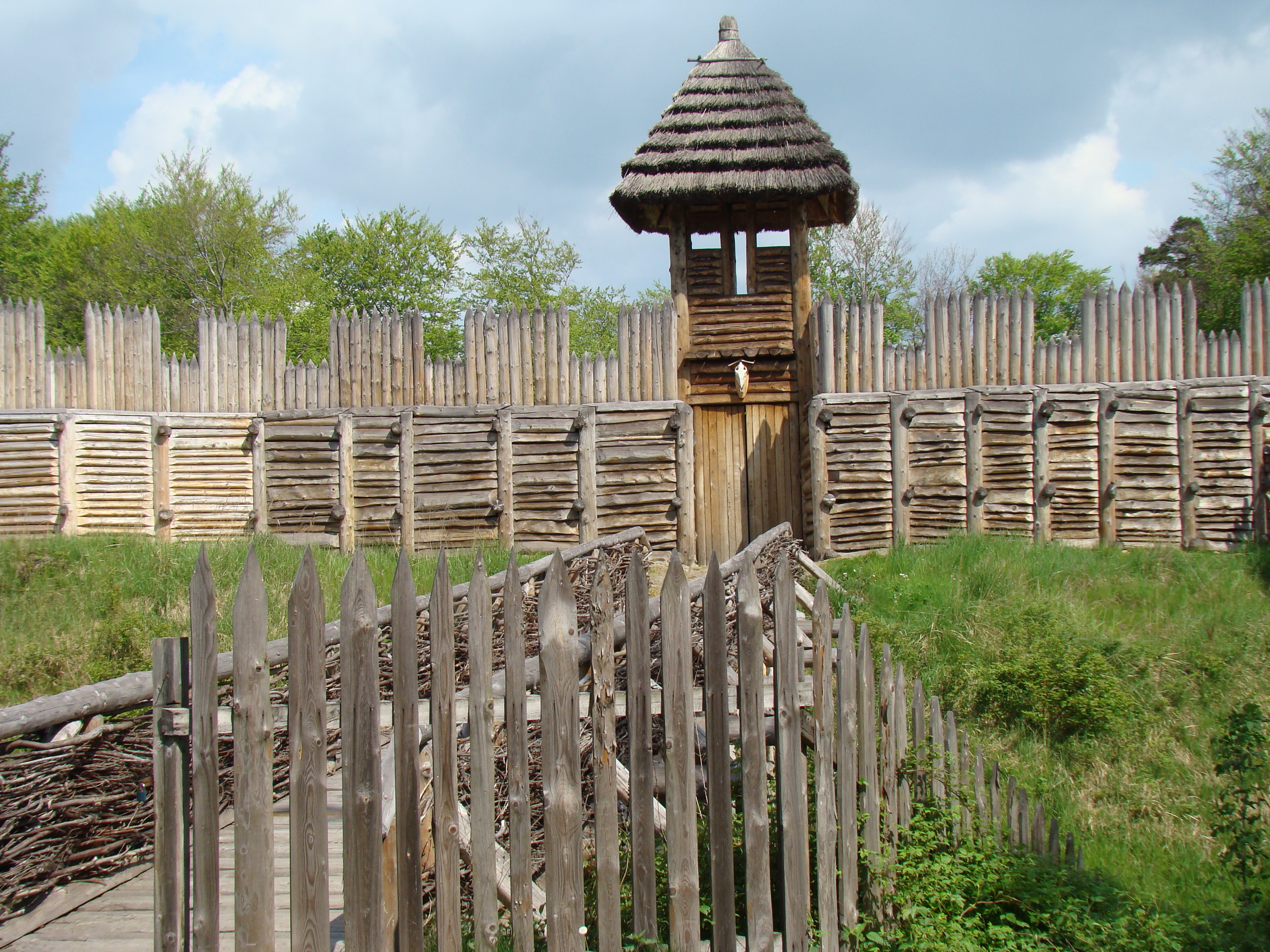
Główna brama

Stary Cieszyn (także: Cieszynisko) – umowna nazwa grodu słowiańskiego plemienia Gołęszyców, położonego na terenie Podobory (cz. Podobora, niem. Thiergarten) w gminie Kocobędz w Czechach, kilka kilometrów na północ od Czeskiego Cieszyna; praosada Cieszyna.

## Historia
Gród powstał po przybyciu na teren dzisiejszego Śląska Cieszyńskiego słowiańskiego plemienia Gołęszyców, prawdopodobnie jeszcze w VII wieku. Ulokowano go na niewielkim wzgórzu o stromych zboczach, tuż nad lewym brzegiem rzeki Olzy (miała wtedy inny bieg niż obecnie). Oprócz funkcji osadniczej pełnił funkcje obronne. W IX wieku poważnie zniszczony najprawodopodoniej przez wojska wielkomorawskie księcia wielkomorawskiego Świętopełka, bądź na skutek wojen pomiędzy Morawianami a plemieniem Wiślan. Ze względu na zupełne zniszczenie innych gołęszyckich grodów w okolicy w tym najpotężniejszego grodziska w Lubomi, odbudowany Stary Cieszyn wraz z nowym grodem na Górze Zamkowej pełniły funkcję ośrodka administracyjnego, religijnego i gospodarczego dla rozległych obszarów pomiędzy Morawami na zachodzie a państwem Wiślan na wschodzie. Stopniowo Stary Cieszyn tracił na znaczeniu względem lepiej usytuowanego grodu na Górze Zamkowej (a więc właściwego Cieszyna), który początkowo pełnił jedynie funkcję jego zaplecza. Ostatecznie doprowadziło to do opustoszenia Starego Cieszyna na przełomie XI/XII wieku i przeniesienia wszelkich jego funkcji na nową osadę.

## Stary Cieszyn dziś
Od wielu lat gród stanowi przedmiot badań archeologicznych. Obecnie połączone są one z rekonstrukcją grodziska przy wykorzystaniu środków UNESCO. Turystyczny park archeologiczny, został otwarty w 2012 roku. Obiekt położony jest przy drodze krajowej nr 67 Czeski Cieszyn-Karwina oraz 1 km od dworca kolejowego w Kocobędzu.

## Galeria

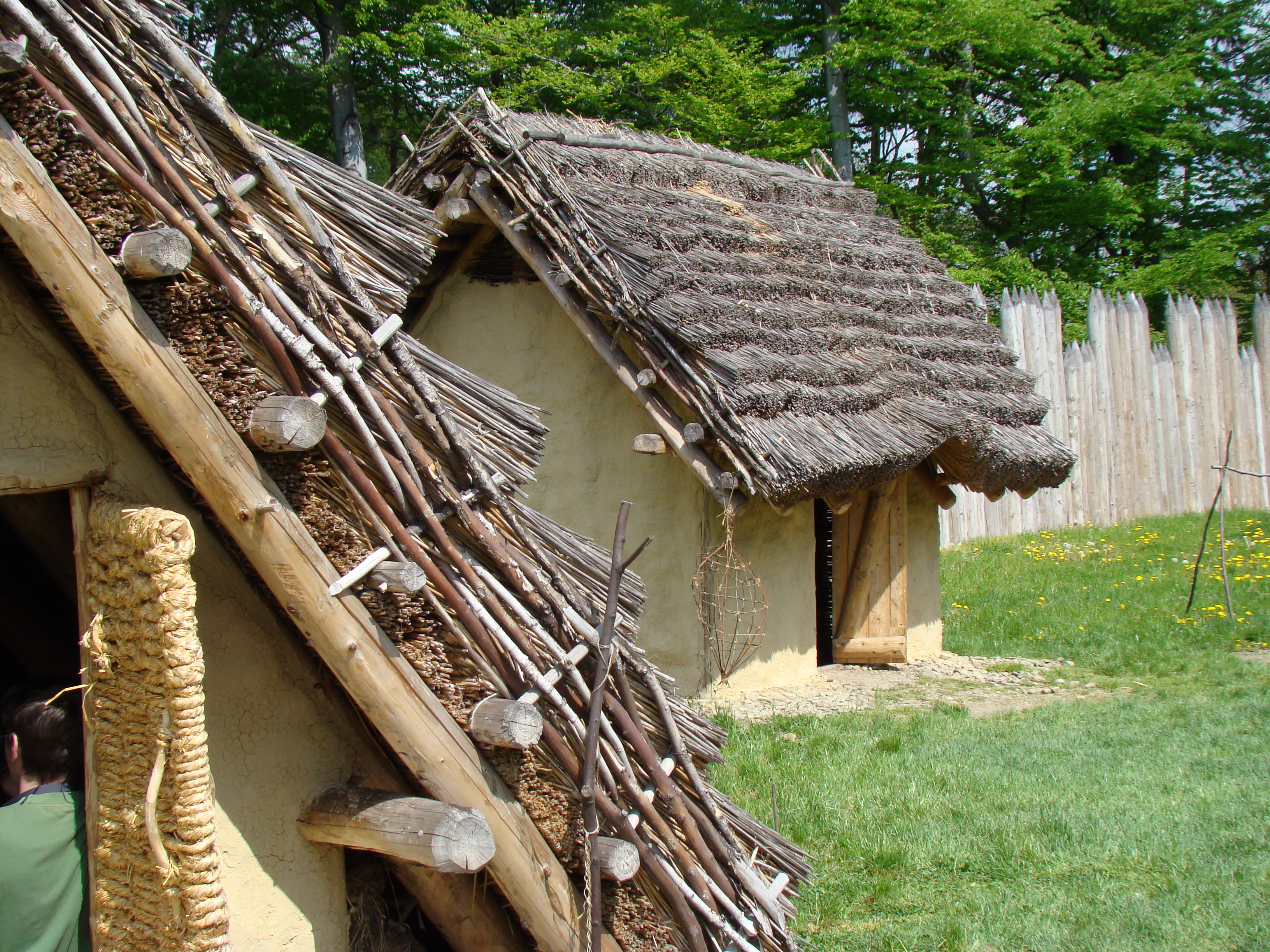
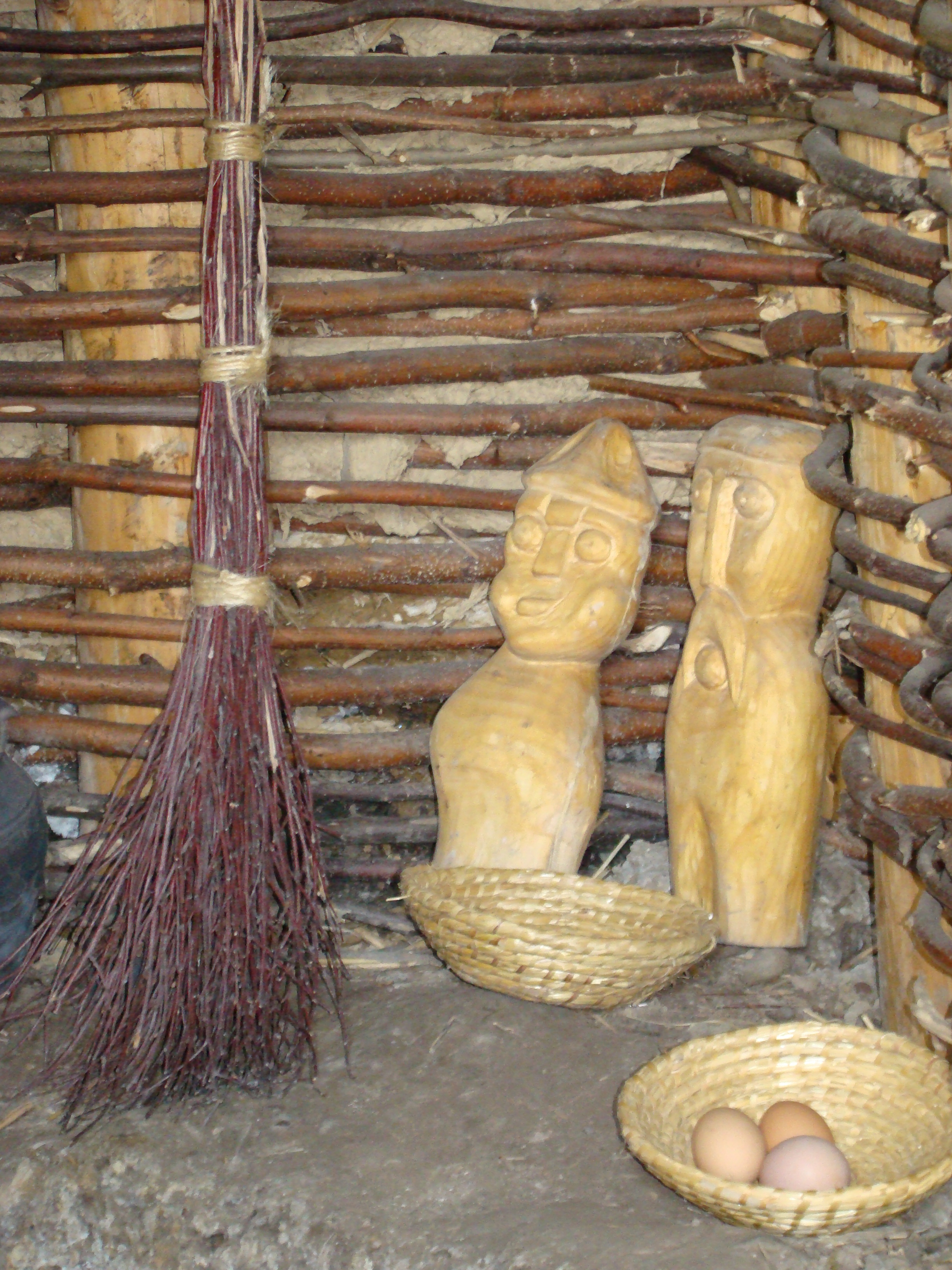
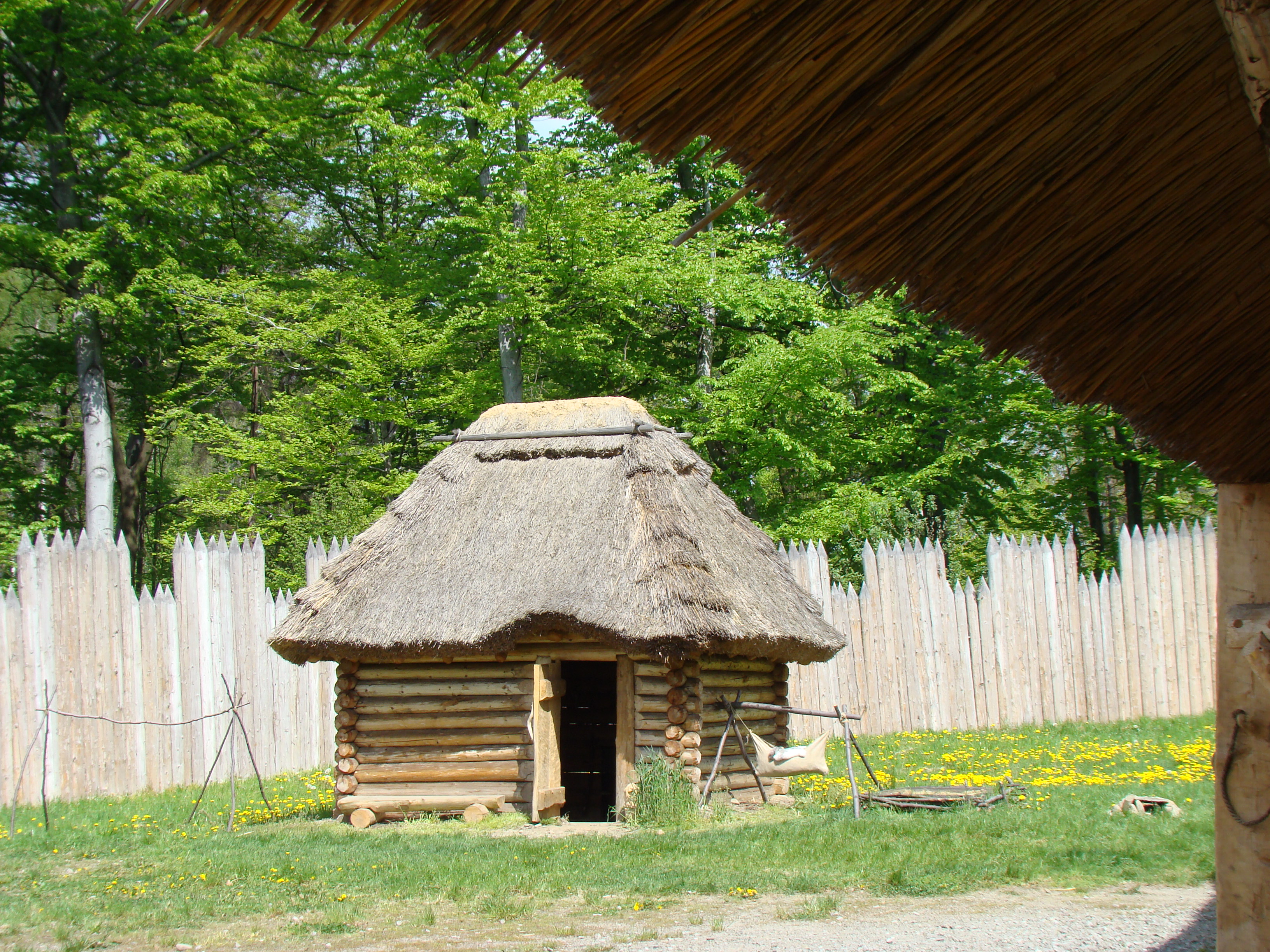
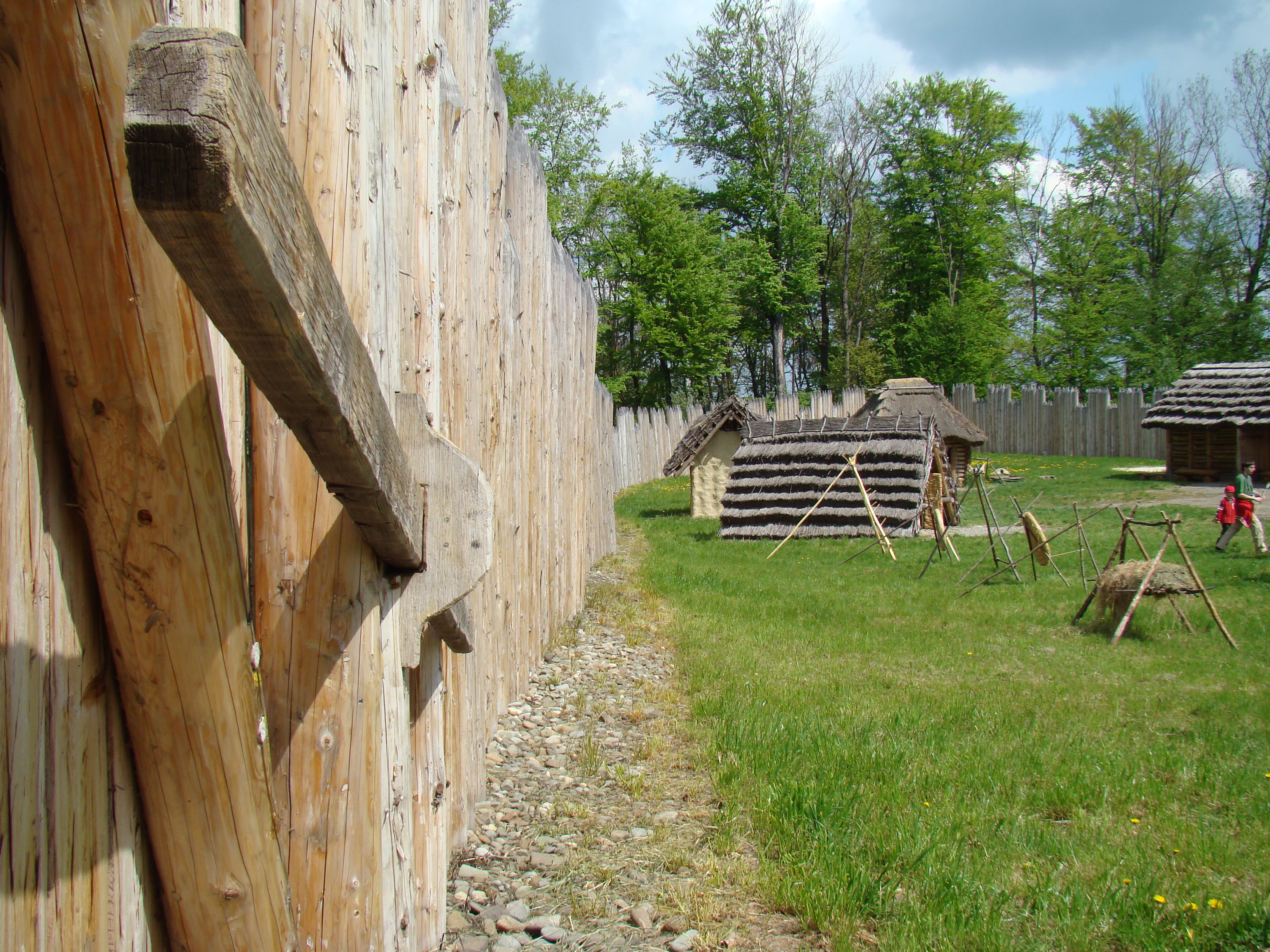